# Ivan Ljavinec
Ivan Ljavinec (Volovec', 18 aprile 1923 – Žernůvka, 9 dicembre 2012) è stato un vescovo cattolico della Chiesa greco-cattolica rutena.

## Biografia
Ivan Ljavinec nacque a Volovec' in Transcarpazia il 18 aprile 1923. Aveva otto fratelli.

### Formazione e ministero sacerdotale
Conseguì il diploma alla scuola di grammatica russa di Mukačevo. Compì gli studi teologici per il sacerdozio a Užhorod e Vienna.
Il 28 luglio 1946 fu ordinato presbitero per l'eparchia di Prešov da monsignor Pavol Peter Gojdič. Dopo l'occupazione sovietica della sua terra, la Transcarpazia, in seguito alla seconda guerra mondiale, si trasferì a Prešov e divenne segretario di monsignor Pavol Peter Gojdič. Fu anche editore della rivista "Blahovistnik and Zorja". Nel 1949 divenne direttore spirituale del seminario di Prešov.
Nel 1950, con l'abolizione da parte del nuovo regime comunista delle Chiese greco-cattoliche e l'arresto dei vescovi Pavol Peter Gojdič e Vasiľ Hopko, padre Ivan Ljavinec divenne protosincello, il più alto rappresentante della sua Chiesa. Nel 1955 venne arrestato e l'anno dopo condannato a quattro anni da scontare in un campo di lavoro. Dopo la sua liberazione, lavorò nei distretti di Košice e Prešov come netturbino, fuochista e capotreno. Si trasferì poi a Praga dove lavorò come artigiano. Insieme a monsignor František Tomášek combatté con successo per la riammissione delle Chiese greco-cattoliche. Il 24 marzo 1968 Felix Maria Davídek lo consacrò vescovo in segreto. Nel 1969 divenne parroco della chiesa di San Clemente a Praga. Nel 1992 la Congregazione per la dottrina della fede dichiarò nulla la sua ordinazione episcopale. L'anno successivo venne nominato amministratore delle Chiese orientali di rito bizantino della Repubblica Ceca.

### Ministero episcopale
Il 18 gennaio 1996 papa Giovanni Paolo II lo nominò vescovo titolare di Acalisso ed esarca apostolico della Repubblica Ceca. Ricevette l'ordinazione episcopale il 30 marzo successivo nella basilica di San Clemente al Laterano a Roma dall'arcivescovo Myroslav (Stefan) Marusyn, segretario della Congregazione per le Chiese orientali, co-consacranti l'arcivescovo Giovanni Coppa, nunzio apostolico nella Repubblica Ceca, e il vescovo ausiliare di Ivano-Frankivs'k Irynej Bilyk.
Il 23 aprile 2003 lo stesso papa Giovanni Paolo II accettò la sua rinuncia al governo pastorale dell'esarcato per raggiunti limiti di età.
Morì a Žernůvka la mattina del 9 dicembre 2012 all'età di 89 anni.

## Genealogia episcopale
La genealogia episcopale è:
- Patriarca Geremia II Tranos
- Arcivescovo Michal Rahoza
- Arcivescovo Hipacy Pociej
- Arcivescovo Iosif Rucki
- Arcivescovo Antin Selava
- Arcivescovo Havryil Kolenda
- Arcivescovo Kyprian Žochovs'kyj
- Arcivescovo Lev Zaleski
- Arcivescovo Jurij Vynnyc'kyj
- Arcivescovo Luka Lev Kiszka
- Vescovo György Bizánczy
- Vescovo Inocențiu Micu-Klein, O.S.B.M.
- Vescovo Mihály Emánuel Olsavszky, O.S.B.M.
- Vescovo Vasilije Božičković, O.S.B.M.
- Vescovo Grigore Maior, O.S.B.M.
- Vescovo Ioan Bob
- Vescovo Samuel Vulcan
- Vescovo Ioan Lemeni
- Arcivescovo Spyrydon Lytvynovyč
- Arcivescovo Josyf Sembratowicz
- Cardinale Sylwester Sembratowicz
- Arcivescovo Julian Kuiłovskyi
- Arcivescovo Andrej Szeptycki, O.S.B.M.
- Arcivescovo Ivan Bučko
- Arcivescovo Myroslav Marusyn
- Vescovo Ivan Ljavinec